# Daïra de Berrahal
La Daïra de Berrahal est une circonscription administrative algérienne située dans la wilaya d'Annaba. Son chef-lieu est situé sur la commune éponyme de  Berrahal

## Communes
La daïra est composée de trois communes : Berrahal, Oued El Aneb et Treat